# Alfons van Bourbon (1941-1956)

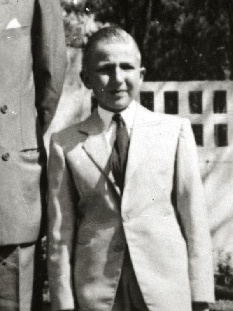
Alfons in 1950

Alfonso Cristino Teresa Ángelo Francisco de Asís y Todos los Santos de Borbón y Borbón  (Rome, 3 oktober 1941 - Estoril, 29 maart 1956) was een infante van Spanje uit het huis Bourbon.
Hij was de jongste zoon van Juan de Borbón, graaf van Barcelona, en Maria de las Mercedes van Bourbon-Sicilië, achterkleindochter van Ferdinand II der Beide Siciliën. Koning Alfons XIII van Spanje was zijn grootvader en de koning van Spanje Juan Carlos I was zijn oudere broer.
Alfons, die in zijn gezin Alfonsito werd genoemd - om hem te onderscheiden van andere Alfonsen in de koninklijke familie - groeide op in Lausanne en Estoril. In 1950 vertrok hij - op uitnodiging van generaal Franco - met zijn oudere broer naar Spanje om daar te studeren. Beiden gingen naar de militaire academie in Zaragoza.
Alfons overleed op veertienjarige leeftijd aan de gevolgen van een schotwond. Hoe die wond ontstaan is, is altijd onopgehelderd gebleven. Volgens een officieel communiqué van de Spaanse ambassade in Portugal was het volgende gebeurd:

Terwijl Zijne Koninklijke Hoogheid, de infante Alfonso, bezig was een kleine revolver schoon te maken, samen met zijn broer, ging er plotseling een schot af, dat zijn voorhoofd raakte en binnen twee minuten zorgde voor zijn dood. Het ongeluk vond plaats om 20.30 uur, nadat de prins de Heilige Mis voor Witte Donderdag had bijgewoond, waar hij de Heilige Communie ontving:

Vrij snel waren er geruchten dat niet Alfons zelf, maar zijn broer Juan Carlos het pistool expres had afgevuurd, niet wetende dat het geladen was. Alfons' zuster Pilar de Borbón verklaarde later dat in werkelijkheid Alfons per ongeluk Juan Carlos' arm had aangeraakt, toen hij de deur opende van het vertrek waarin zijn broer zich bevond, waarop het noodlottige schot volgde.
Alfons werd begraven in Cascais. In 1992 vond zijn herbegrafenis plaats in het Pantheon van de Prinsen in het Escorial.

## Kwartierstaat
| Alfons XII van Spanje (1857-1885) | Alfons XII van Spanje (1857-1885) | Alfons XII van Spanje (1857-1885) | Alfons XII van Spanje (1857-1885) | Alfons XII van Spanje (1857-1885)  | Alfons XII van Spanje (1857-1885)  | Maria Christina van Oostenrijk (1858-1929) | Maria Christina van Oostenrijk (1858-1929) | Maria Christina van Oostenrijk (1858-1929) | Maria Christina van Oostenrijk (1858-1929) | Maria Christina van Oostenrijk (1858-1929) | Maria Christina van Oostenrijk (1858-1929) |                               |                               | Hendrik Maurits van Battenberg (1858-1896) | Hendrik Maurits van Battenberg (1858-1896) | Hendrik Maurits van Battenberg (1858-1896)  | Hendrik Maurits van Battenberg (1858-1896)  | Hendrik Maurits van Battenberg (1858-1896)  | Hendrik Maurits van Battenberg (1858-1896)  | Beatrice van Saksen-Coburg en Gotha (1857-1944) | Beatrice van Saksen-Coburg en Gotha (1857-1944) | Beatrice van Saksen-Coburg en Gotha (1857-1944) | Beatrice van Saksen-Coburg en Gotha (1857-1944) | Beatrice van Saksen-Coburg en Gotha (1857-1944) | Beatrice van Saksen-Coburg en Gotha (1857-1944) |  |  | Alfons van Bourbon-Sicilië (1841-1934) | Alfons van Bourbon-Sicilië (1841-1934) | Alfons van Bourbon-Sicilië (1841-1934) | Alfons van Bourbon-Sicilië (1841-1934) | Alfons van Bourbon-Sicilië (1841-1934)      | Alfons van Bourbon-Sicilië (1841-1934)      | Maria Antonia van Bourbon-Sicilië (1851-1938) | Maria Antonia van Bourbon-Sicilië (1851-1938) | Maria Antonia van Bourbon-Sicilië (1851-1938) | Maria Antonia van Bourbon-Sicilië (1851-1938) | Maria Antonia van Bourbon-Sicilië (1851-1938) | Maria Antonia van Bourbon-Sicilië (1851-1938) |                                               |                                               | Louis Philippe van Orléans (1838-1894)        | Louis Philippe van Orléans (1838-1894)        | Louis Philippe van Orléans (1838-1894) | Louis Philippe van Orléans (1838-1894) | Louis Philippe van Orléans (1838-1894) | Louis Philippe van Orléans (1838-1894) | Marie Isabelle van Orléans (1848-1919) | Marie Isabelle van Orléans (1848-1919) | Marie Isabelle van Orléans (1848-1919) | Marie Isabelle van Orléans (1848-1919) | Marie Isabelle van Orléans (1848-1919) | Marie Isabelle van Orléans (1848-1919) |  |  |  |  |  |  |  |  |  |  |  |  |  |  |  |  |  |  |  |  |  |  |  |  |  |  |  |  |  |  |  |  |  |  |  |  |  |  |  |  |  |  |  |  |  |  |  |  |
| Alfons XII van Spanje (1857-1885) | Alfons XII van Spanje (1857-1885) | Alfons XII van Spanje (1857-1885) | Alfons XII van Spanje (1857-1885) | Alfons XII van Spanje (1857-1885)  | Alfons XII van Spanje (1857-1885)  | Maria Christina van Oostenrijk (1858-1929) | Maria Christina van Oostenrijk (1858-1929) | Maria Christina van Oostenrijk (1858-1929) | Maria Christina van Oostenrijk (1858-1929) | Maria Christina van Oostenrijk (1858-1929) | Maria Christina van Oostenrijk (1858-1929) |                               |                               | Hendrik Maurits van Battenberg (1858-1896) | Hendrik Maurits van Battenberg (1858-1896) | Hendrik Maurits van Battenberg (1858-1896)  | Hendrik Maurits van Battenberg (1858-1896)  | Hendrik Maurits van Battenberg (1858-1896)  | Hendrik Maurits van Battenberg (1858-1896)  | Beatrice van Saksen-Coburg en Gotha (1857-1944) | Beatrice van Saksen-Coburg en Gotha (1857-1944) | Beatrice van Saksen-Coburg en Gotha (1857-1944) | Beatrice van Saksen-Coburg en Gotha (1857-1944) | Beatrice van Saksen-Coburg en Gotha (1857-1944) | Beatrice van Saksen-Coburg en Gotha (1857-1944) |  |  | Alfons van Bourbon-Sicilië (1841-1934) | Alfons van Bourbon-Sicilië (1841-1934) | Alfons van Bourbon-Sicilië (1841-1934) | Alfons van Bourbon-Sicilië (1841-1934) | Alfons van Bourbon-Sicilië (1841-1934)      | Alfons van Bourbon-Sicilië (1841-1934)      | Maria Antonia van Bourbon-Sicilië (1851-1938) | Maria Antonia van Bourbon-Sicilië (1851-1938) | Maria Antonia van Bourbon-Sicilië (1851-1938) | Maria Antonia van Bourbon-Sicilië (1851-1938) | Maria Antonia van Bourbon-Sicilië (1851-1938) | Maria Antonia van Bourbon-Sicilië (1851-1938) |                                               |                                               | Louis Philippe van Orléans (1838-1894)        | Louis Philippe van Orléans (1838-1894)        | Louis Philippe van Orléans (1838-1894) | Louis Philippe van Orléans (1838-1894) | Louis Philippe van Orléans (1838-1894) | Louis Philippe van Orléans (1838-1894) | Marie Isabelle van Orléans (1848-1919) | Marie Isabelle van Orléans (1848-1919) | Marie Isabelle van Orléans (1848-1919) | Marie Isabelle van Orléans (1848-1919) | Marie Isabelle van Orléans (1848-1919) | Marie Isabelle van Orléans (1848-1919) |  |  |  |  |  |  |  |  |  |  |  |  |  |  |  |  |  |  |  |  |  |  |  |  |  |  |  |  |  |  |  |  |  |  |  |  |  |  |  |  |  |  |  |  |  |  |  |  |
|                                   |                                   |                                   |                                   |                                    |                                    |                                            |                                            |                                            |                                            |                                            |                                            |                               |                               |                                            |                                            |                                             |                                             |                                             |                                             |                                                 |                                                 |                                                 |                                                 |                                                 |                                                 |  |  |                                        |                                        |                                        |                                        |                                             |                                             |                                               |                                               |                                               |                                               |                                               |                                               |                                               |                                               |                                               |                                               |                                        |                                        |                                        |                                        |                                        |                                        |                                        |                                        |                                        |                                        |  |  |  |  |  |  |  |  |  |  |  |  |  |  |  |  |  |  |  |  |  |  |  |  |  |  |  |  |  |  |  |  |  |  |  |  |  |  |  |  |  |  |  |  |  |  |  |  |
|                                   |                                   |                                   |                                   | Alfons XIII van Spanje (1886-1931) | Alfons XIII van Spanje (1886-1931) | Alfons XIII van Spanje (1886-1931)         | Alfons XIII van Spanje (1886-1931)         | Alfons XIII van Spanje (1886-1931)         | Alfons XIII van Spanje (1886-1931)         |                                            |                                            |                               |                               |                                            |                                            | Victoria Eugénie van Battenberg (1887-1969) | Victoria Eugénie van Battenberg (1887-1969) | Victoria Eugénie van Battenberg (1887-1969) | Victoria Eugénie van Battenberg (1887-1969) | Victoria Eugénie van Battenberg (1887-1969)     | Victoria Eugénie van Battenberg (1887-1969)     |                                                 |                                                 |                                                 |                                                 |  |  |                                        |                                        |                                        |                                        | Karel Maria van Bourbon-Sicilië (1870-1949) | Karel Maria van Bourbon-Sicilië (1870-1949) | Karel Maria van Bourbon-Sicilië (1870-1949)   | Karel Maria van Bourbon-Sicilië (1870-1949)   | Karel Maria van Bourbon-Sicilië (1870-1949)   | Karel Maria van Bourbon-Sicilië (1870-1949)   |                                               |                                               |                                               |                                               |                                               |                                               | Louise van Orléans (1882-1958)         | Louise van Orléans (1882-1958)         | Louise van Orléans (1882-1958)         | Louise van Orléans (1882-1958)         | Louise van Orléans (1882-1958)         | Louise van Orléans (1882-1958)         |                                        |                                        |                                        |                                        |  |  |  |  |  |  |  |  |  |  |  |  |  |  |  |  |  |  |  |  |  |  |  |  |  |  |  |  |  |  |  |  |  |  |  |  |  |  |  |  |  |  |  |  |  |  |  |  |
|                                   |                                   |                                   |                                   | Alfons XIII van Spanje (1886-1931) | Alfons XIII van Spanje (1886-1931) | Alfons XIII van Spanje (1886-1931)         | Alfons XIII van Spanje (1886-1931)         | Alfons XIII van Spanje (1886-1931)         | Alfons XIII van Spanje (1886-1931)         |                                            |                                            |                               |                               |                                            |                                            | Victoria Eugénie van Battenberg (1887-1969) | Victoria Eugénie van Battenberg (1887-1969) | Victoria Eugénie van Battenberg (1887-1969) | Victoria Eugénie van Battenberg (1887-1969) | Victoria Eugénie van Battenberg (1887-1969)     | Victoria Eugénie van Battenberg (1887-1969)     |                                                 |                                                 |                                                 |                                                 |  |  |                                        |                                        |                                        |                                        | Karel Maria van Bourbon-Sicilië (1870-1949) | Karel Maria van Bourbon-Sicilië (1870-1949) | Karel Maria van Bourbon-Sicilië (1870-1949)   | Karel Maria van Bourbon-Sicilië (1870-1949)   | Karel Maria van Bourbon-Sicilië (1870-1949)   | Karel Maria van Bourbon-Sicilië (1870-1949)   |                                               |                                               |                                               |                                               |                                               |                                               | Louise van Orléans (1882-1958)         | Louise van Orléans (1882-1958)         | Louise van Orléans (1882-1958)         | Louise van Orléans (1882-1958)         | Louise van Orléans (1882-1958)         | Louise van Orléans (1882-1958)         |                                        |                                        |                                        |                                        |  |  |  |  |  |  |  |  |  |  |  |  |  |  |  |  |  |  |  |  |  |  |  |  |  |  |  |  |  |  |  |  |  |  |  |  |  |  |  |  |  |  |  |  |  |  |  |  |
|                                   |                                   |                                   |                                   |                                    |                                    |                                            |                                            |                                            |                                            | Juan van Bourbon (1913-1993)               | Juan van Bourbon (1913-1993)               | Juan van Bourbon (1913-1993)  | Juan van Bourbon (1913-1993)  | Juan van Bourbon (1913-1993)               | Juan van Bourbon (1913-1993)               |                                             |                                             |                                             |                                             |                                                 |                                                 |                                                 |                                                 |                                                 |                                                 |  |  |                                        |                                        |                                        |                                        |                                             |                                             |                                               |                                               |                                               |                                               | Maria de las Mercedes van Bourbon (1910-2000) | Maria de las Mercedes van Bourbon (1910-2000) | Maria de las Mercedes van Bourbon (1910-2000) | Maria de las Mercedes van Bourbon (1910-2000) | Maria de las Mercedes van Bourbon (1910-2000) | Maria de las Mercedes van Bourbon (1910-2000) |                                        |                                        |                                        |                                        |                                        |                                        |                                        |                                        |                                        |                                        |  |  |  |  |  |  |  |  |  |  |  |  |  |  |  |  |  |  |  |  |  |  |  |  |  |  |  |  |  |  |  |  |  |  |  |  |  |  |  |  |  |  |  |  |  |  |  |  |
|                                   |                                   |                                   |                                   |                                    |                                    |                                            |                                            |                                            |                                            | Juan van Bourbon (1913-1993)               | Juan van Bourbon (1913-1993)               | Juan van Bourbon (1913-1993)  | Juan van Bourbon (1913-1993)  | Juan van Bourbon (1913-1993)               | Juan van Bourbon (1913-1993)               |                                             |                                             |                                             |                                             |                                                 |                                                 |                                                 |                                                 |                                                 |                                                 |  |  |                                        |                                        |                                        |                                        |                                             |                                             |                                               |                                               |                                               |                                               | Maria de las Mercedes van Bourbon (1910-2000) | Maria de las Mercedes van Bourbon (1910-2000) | Maria de las Mercedes van Bourbon (1910-2000) | Maria de las Mercedes van Bourbon (1910-2000) | Maria de las Mercedes van Bourbon (1910-2000) | Maria de las Mercedes van Bourbon (1910-2000) |                                        |                                        |                                        |                                        |                                        |                                        |                                        |                                        |                                        |                                        |  |  |  |  |  |  |  |  |  |  |  |  |  |  |  |  |  |  |  |  |  |  |  |  |  |  |  |  |  |  |  |  |  |  |  |  |  |  |  |  |  |  |  |  |  |  |  |  |
|                                   |                                   |                                   |                                   |                                    |                                    |                                            |                                            |                                            |                                            |                                            |                                            |                               |                               |                                            |                                            |                                             |                                             |                                             |                                             |                                                 |                                                 |                                                 |                                                 |                                                 |                                                 |  |  |                                        |                                        |                                        |                                        |                                             |                                             |                                               |                                               |                                               |                                               |                                               |                                               |                                               |                                               |                                               |                                               |                                        |                                        |                                        |                                        |                                        |                                        |                                        |                                        |                                        |                                        |  |  |  |  |  |  |  |  |  |  |  |  |  |  |  |  |  |  |  |  |  |  |  |  |  |  |  |  |  |  |  |  |  |  |  |  |  |  |  |  |  |  |  |  |  |  |  |  |
|                                   |                                   |                                   |                                   |                                    |                                    |                                            |                                            |                                            |                                            |                                            |                                            |                               |                               |                                            |                                            |                                             |                                             |                                             |                                             |                                                 |                                                 |                                                 |                                                 |                                                 |                                                 |  |  |                                        |                                        |                                        |                                        |                                             |                                             |                                               |                                               |                                               |                                               |                                               |                                               |                                               |                                               |                                               |                                               |                                        |                                        |                                        |                                        |                                        |                                        |                                        |                                        |                                        |                                        |  |  |  |  |  |  |  |  |  |  |  |  |  |  |  |  |  |  |  |  |  |  |  |  |  |  |  |  |  |  |  |  |  |  |  |  |  |  |  |  |  |  |  |  |  |  |  |  |
|                                   |                                   |                                   |                                   |                                    |                                    |                                            |                                            |                                            |                                            |                                            |                                            | Pilar van Bourbon (1936-2020) | Pilar van Bourbon (1936-2020) | Pilar van Bourbon (1936-2020)              | Pilar van Bourbon (1936-2020)              | Pilar van Bourbon (1936-2020)               | Pilar van Bourbon (1936-2020)               |                                             |                                             | Juan Carlos I van Spanje (1938)                 | Juan Carlos I van Spanje (1938)                 | Juan Carlos I van Spanje (1938)                 | Juan Carlos I van Spanje (1938)                 | Juan Carlos I van Spanje (1938)                 | Juan Carlos I van Spanje (1938)                 |  |  | Margarita Maria van Bourbon (1939)     | Margarita Maria van Bourbon (1939)     | Margarita Maria van Bourbon (1939)     | Margarita Maria van Bourbon (1939)     | Margarita Maria van Bourbon (1939)          | Margarita Maria van Bourbon (1939)          |                                               |                                               | Alfons van Bourbon (1942-1956)                | Alfons van Bourbon (1942-1956)                | Alfons van Bourbon (1942-1956)                | Alfons van Bourbon (1942-1956)                | Alfons van Bourbon (1942-1956)                | Alfons van Bourbon (1942-1956)                |                                               |                                               |                                        |                                        |                                        |                                        |                                        |                                        |                                        |                                        |                                        |                                        |  |  |  |  |  |  |  |  |  |  |  |  |  |  |  |  |  |  |  |  |  |  |  |  |  |  |  |  |  |  |  |  |  |  |  |  |  |  |  |  |  |  |  |  |  |  |  |  |